# Get to Me
"Get to Me" é uma canção da banda americana de rock Train, do seu terceiro álbum, intitulado My Private Nation. Em 2005, este foi o terceiro e último single do álbum.

## Paradas musicais
| Paradas (2005)            | Melhor posição |
| ------------------------- | -------------- |
| Billboard Adult Pop Songs | 6              |